# 堀江美志
堀江 美志（ほりえ みゆき、1998年10月12日 - ）は、日本の元女子バレーボール選手である。

## 来歴
東京都江東区出身。内気な少女であったためその性格を直そうとして、小学2年次からバレーボールを始めた。世田谷区立北沢中学校を経てバレーボール強豪校である下北沢成徳高等学校に進学した。
2015年8月にペルーのリマで開催された女子ユース世界選手権のメンバーに選出された。2016年にはジュニア代表に選出され、7月にタイのナコンラチャシマで開催されたアジアジュニア選手権で準優勝に貢献。翌2017年7月にメキシコで開催された第19回世界ジュニア選手権でもメンバー入りし、銅メダル獲得に貢献した。
国内では2016年8月に開催されたインターハイで、下北沢成徳高校の14年ぶり2度目の優勝に大きく貢献し、自らもベスト6に耀いた。翌2017年1月の春高バレーも同校の2連覇に貢献した。
2017年3月、V・チャレンジリーグI（現・V.LEAGUE DIVISION2）の上尾メディックス（現・埼玉上尾メディックス）に内定。同年10月28日に行われたV・プレミアリーグのトヨタ車体戦でスタメン出場し8得点（アタック6点、サービスエース2点）をあげてプレミアデビューを果たすとともにチーム勝利に貢献した。
2017年7月13日、同月14日から23日までメキシコのベラクルス州コルドバおよびボカ・デル・リオで開催される第19回世界ジュニア女子選手権大会（U-20）に出場する全日本女子ジュニアチームの選手に選出された。
2021年3月31日、現役引退。引退後は新たな道に進む。

## エピソード
- 堀江は下北沢成徳高等学校入学時にベンチプレスで20kgしか持ち上げられなかった。ハードトレーニングを重ねた結果、3年の夏には95kgを持ち上げられるようになったという[18]。

## 球歴
- 全日本ユース代表 - 2015年
- 全日本ジュニア代表 - 2016-2017年

## 所属チーム
- 三砂ジュニア
- 世田谷区立北沢中学校
- 下北沢成徳高等学校（2014-2017年）
- 上尾メディックス/埼玉上尾メディックス（2017-2021年） #26（2017-2019年） #4（2019-2021年）

## 受賞歴
- 2016年 - インターハイ ベスト6、優秀選手賞

## 個人成績
Vプレミアリーグレギュラーラウンドにおける個人成績は下記の通り。
| シーズン | 所属          | 出場 | 出場   | アタック | アタック | アタック | アタック | ブロック | ブロック | サーブ | サーブ | サーブ | サーブ | レセプション | レセプション | 総得点 | 備考 |
| -------- | ------------- | ---- | ------ | -------- | -------- | -------- | -------- | -------- | -------- | ------ | ------ | ------ | ------ | ------------ | ------------ | ------ | ---- |
| シーズン | 所属          | 試合 | セット | 打数     | 得点     | 決定率   | 効果率   | 決定     | /set     | 打数   | エース | 得点率 | 効果率 | 受数         | 成功率       | 総得点 | 備考 |
| 2017/18  | 上尾/埼玉上尾 | 20   | 51     | 291      | 94       | 32.3%    | %        | 7        | 0.14     | 141    | 7      | %      | 11.3%  | 255          | 42.4%        | 108    |      |
| 2018/19  | 上尾/埼玉上尾 |      |        |          |          | %        | %        |          |          |        |        | %      | %      |              | %            |        |      |